# 南ナナ
南 ナナ（みなみ なな、1999年8月25日 - ）は、日本のグラビアアイドル、レースクイーン。岐阜県出身。アイエス・フィールド所属。旧芸名は「東宮 梨紗」（とうみや りさ）。

## 略歴
高校卒業後、パティシエとして働いていた。
2020年12月、グラビアアイドルとして活動スタート。
2021年3月、1stDVD『ミルキー・グラマー』（竹書房）を発売し、Amazonランキングで1位を獲得。続いて6月、2ndDVD『めっちゃ好き♡』（イーネット・フロンティア）をリリース。10月に、3rdDVD『pride』（イーネット・フロンティア）をリリース、Amazonランキングで1位を獲得。 
2021年9月27日発売の『週刊プレイボーイ』（集英社）の企画「超次世代グラドルボイン番付 2021年秋場所」にて、「東の小結」に選出。
2022年10月3日、自身のSNSを更新し「東宮梨紗」としての活動を停止することを発表した。
2022年10月15日、グラビアアートレーベル&ネオンバー「SWEET DREAMS」のグラビア部門に所属して活動していくことを、「南ナナ」名義のTwitter（現・X）で報告した。
2024年3月、スーパー耐久ST-4クラスの60号車「TEAM G-MOTION」のレースクイーン『G-MOTION ANGEL』を天宮かすみ、幸村百々乃、柴咲のあ、西山絵里香と共に務めることが決定した。

## 人物
- 趣味は料理、散歩[2]。
- 特技はバスケットボール、お菓子作り[2]。
- 高校時代はバスケットボール部に所属し、長身を活かしてセンターを務めていた[8]。

## 作品

### イメージビデオ
東宮梨紗 名義
- ミルキー・グラマー（2021年3月19日、竹書房）[9]
- めっちゃ好き♡（2021年6月23日、イーネット・フロンティア）[10]
- pride（2021年10月22日、イーネット・フロンティア）[11]
- いっぱい愛して（2022年4月22日、竹書房）[12]
- 好きにしていいよ（2022年7月27日、スパイスビジュアル）[13]
- いやしてあげる（2022年10月20日、ラインコミュニケーションズ）[14]

南ナナ 名義
- 再会（2024年12月20日、竹書房）[15]

## 出版

### デジタル写真集
東宮梨紗 名義
- うっとり（2022年6月17日、竹書房［Bamboo e-Book］）

南ナナ 名義
- meet again（2025年1月17日、竹書房［Bamboo e-Book］）
- 再誕（2025年1月17日、竹書房［Bamboo e-Book］）
- ひさしぶり（2025年1月17日、竹書房［Bamboo e-Book］）
- ワイルドボディ（2025年1月17日、竹書房［Bamboo e-Book］）

### 雑誌
東宮梨紗 名義
- フライデー 2021年 4/9 号（2021年3月26日、講談社）
- 週刊アスキー No.1329（2021年4月6日、角川アスキー総合研究所）
- キスカ 2021年 5月号（2021年4月8日、竹書房）
- フライデー 2021年 5/28 号（2021年5月14日、講談社）
- 週刊実話 2021年 6/24 号（2021年6月10日、日本ジャーナル出版）
- 金のEX NEXT vol.20（2021年6月14日、大洋図書）
- フライデー 2021年 7/2 号（2021年6月18日、講談社）
- 週刊アスキー No.1345（2021年7月27日、角川アスキー総合研究所）
- フライデー 2021年 12/3 号（2021年11月19日、講談社）

## 出演

### 舞台
南ナナ 名義
- サイバーガール〜あるいは寛容論について〜（2024年8月28日 - 9月1日、劇場MOMO）主演：一宮紬 役[16]